# Ferro da calzolaio
In araldica il termine ferro da calzolaio, estremamente raro nell'araldica italiana ma frequente in quella straniera, indica uno strumento a forma di mezzaluna. In Francia è anche definito come amo da trota.

D'oro, al ferro da calzolaio rovesciato di rosso
Di nero, al ferro da calzolaio rovesciato d'argento, al capo diminuito dello stesso

## Traduzioni
- Francese: fer de cordonnier, hameçon à loup
- Tedesco: Ledermesser